# Kefalos (Kós)
Kefalos (řecky Κέφαλος) je nejzápadnější obecní komunita na řeckém ostrově Kós. Leží na stejnojmenném poloostrově 3,5 km jihozápadně od 1,6 km široké šíje; 43 km (33 km vzdušnou čarou) od města Kós, v jihozápadní části ostrova. 
Dělí se na dvě části: Samotný Kefalos, který je postaven na kamenné výšině (asi 100 m n. m.); a pobřežní část u zálivu Kamari, která je využívána jako letovisko, tu tvoří sídla Kampos, Onia a Kamari.

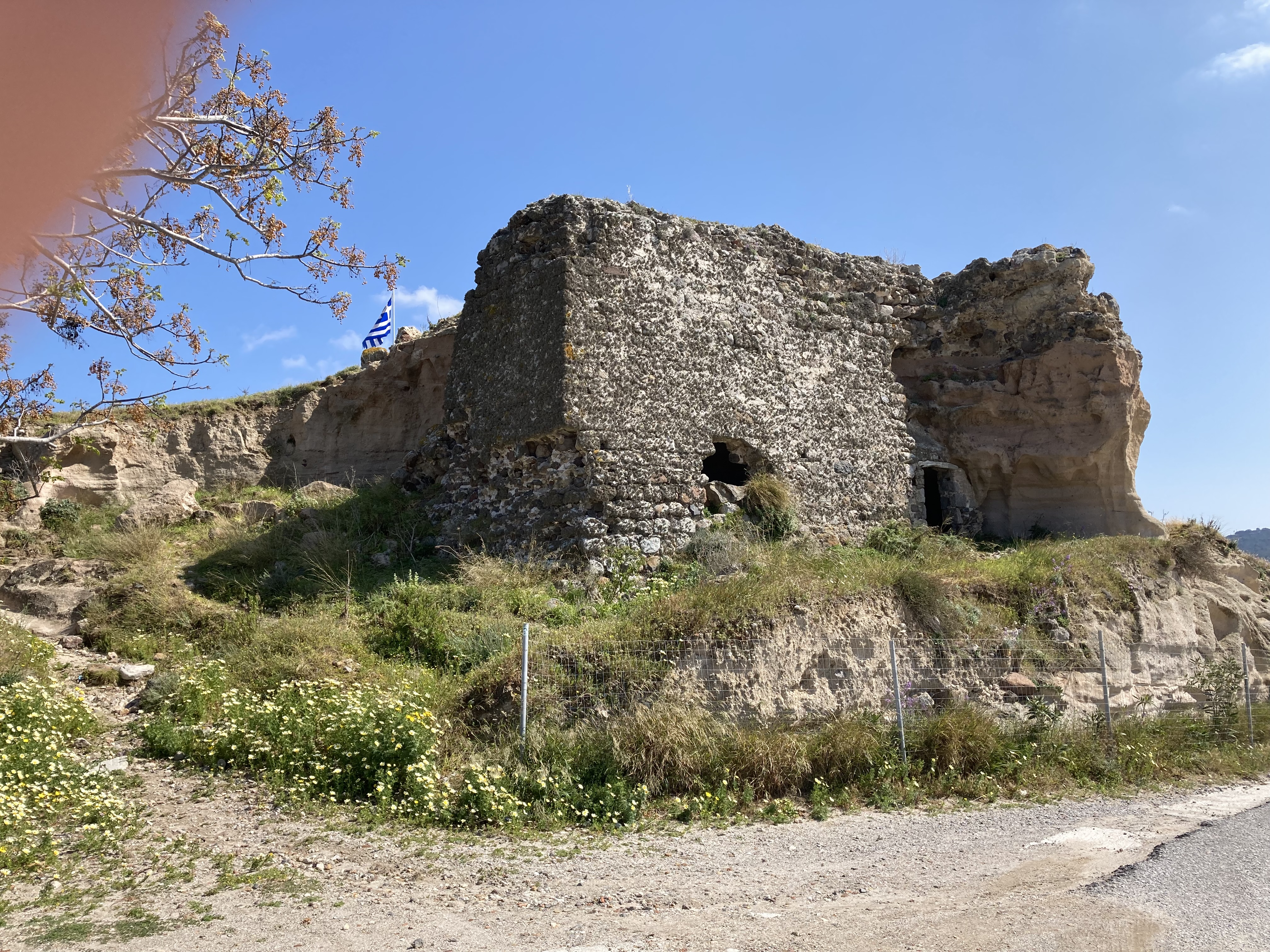
Fotka zříceniny

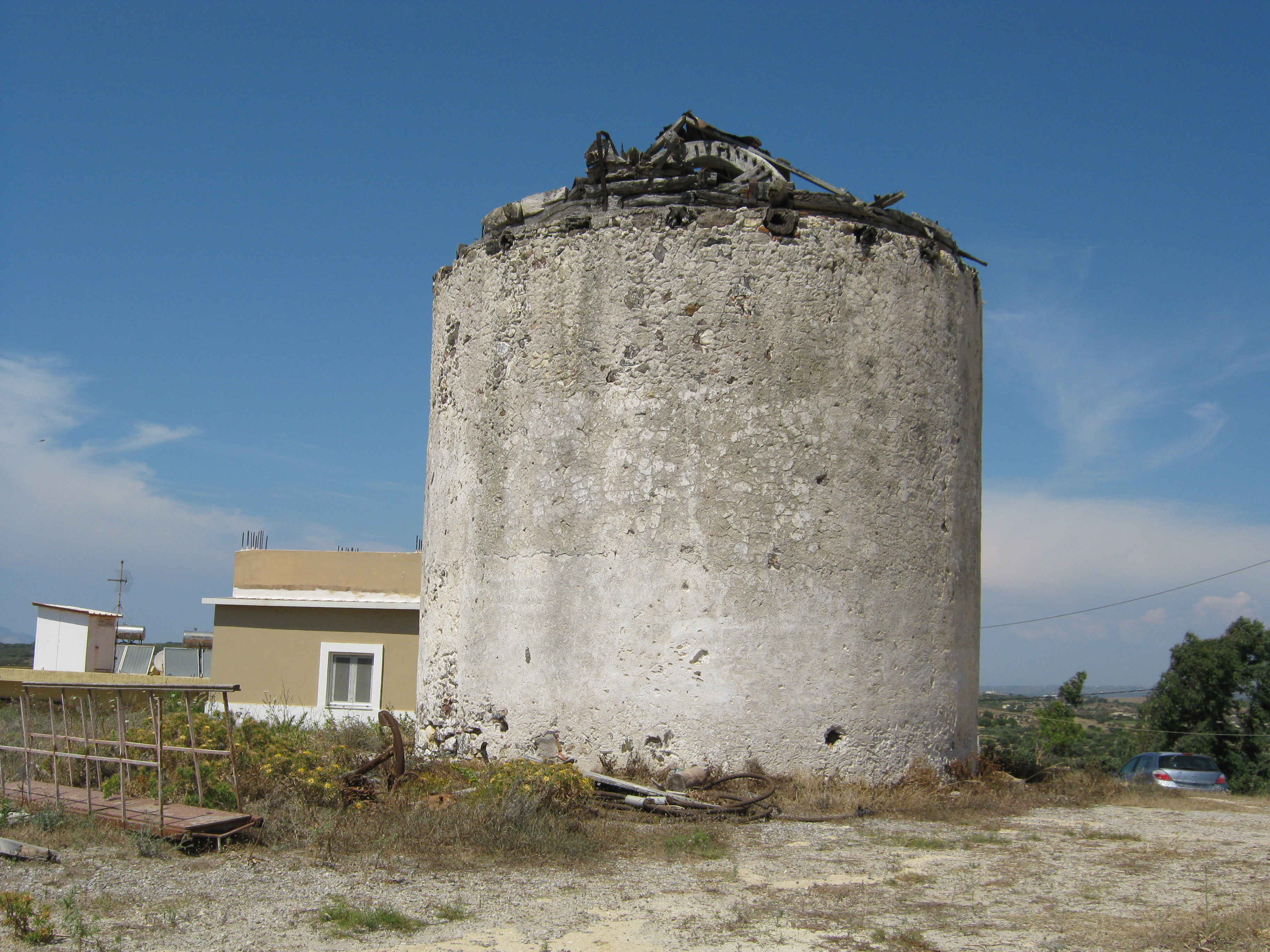
Větrný mlýn před renovací (2015)

## Kefalos
V horní části komunity, sídle Kefalos, se nachází většina služeb pro domácí, kterých tam také 2 156 (2011) žije.

### Zřícenina hradu Kefalos
Na skalnatém výběžku se nachází zřícenina byzantského hradu. První zmínka o něm je z roku 1271, od roku 1315 byl v ochraně rytířů řádu svatého Jana. Během turecké invaze roku 1457 sloužil jako dočasný úkryt obyvatelům ostrova. Při další turecké invazi roku 1505, byl hrad opuštěn, protože jeho opevnění nevyhovovalo. Od roku 1522 byla oblast pod kontrolou Osmanské říše a po roce 1526 o hradu nejsou další záznamy.

### Větrný mlýn
Nachází se zde starý větrný mlýn, který byl v letech 2014-2020 renovován. Nedaleko se nachází i tradiční dům, malé muzeum, které prezentuje venkovský život v minulosti.

## Kampos, Onia a Kamari
V těchto sídlech na pobřeží zálivu Kamari jsou převážně hotely, bary a restaurace. Táhnou se u nich asi 2 km pláží.

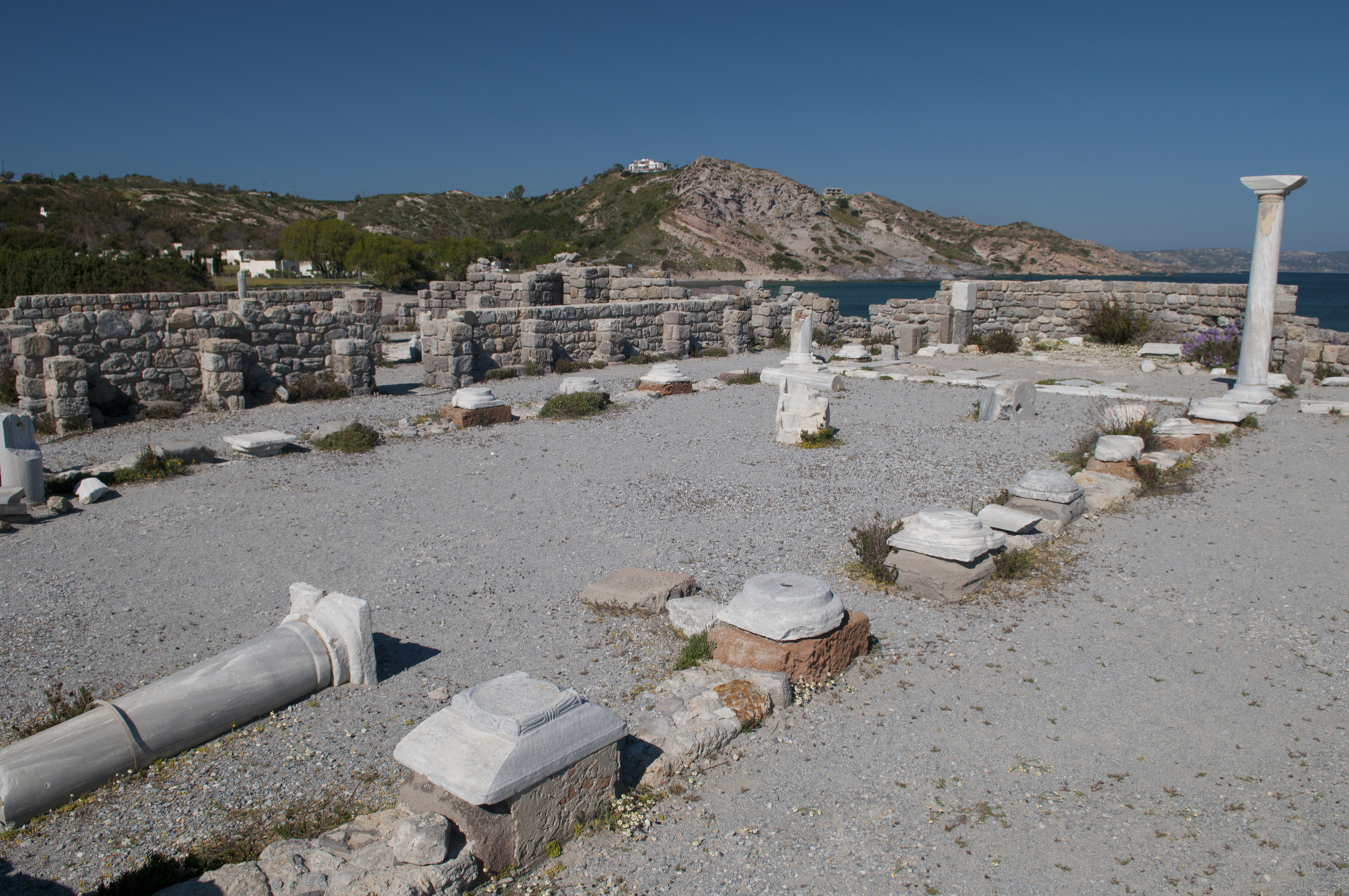
Ruiny Baziliky

| Sídlo  | Řecký název | Počet obyvatel (2011) |
| ------ | ----------- | --------------------- |
| Kampos | Κάμπος      | 228                   |
| Onia   | Όνια        | 100                   |
| Kamari | Καμάριον    | 154                   |

### Bazilika svatého Štěpána
Naproti ostrůvku Kastri se přímo na pláži nachází zřícenina raně křesťanské Baziliky svatého Štěpána, která pochází z 5. nebo 6. stol. V blízkosti stávala ještě druhá bazilika. Jejich základy jsou na žulové skále vynořující se z moře. Byly zničeny při zemětřesení v roce 554. Areál byl objeven italskými archeology v roce 1932.

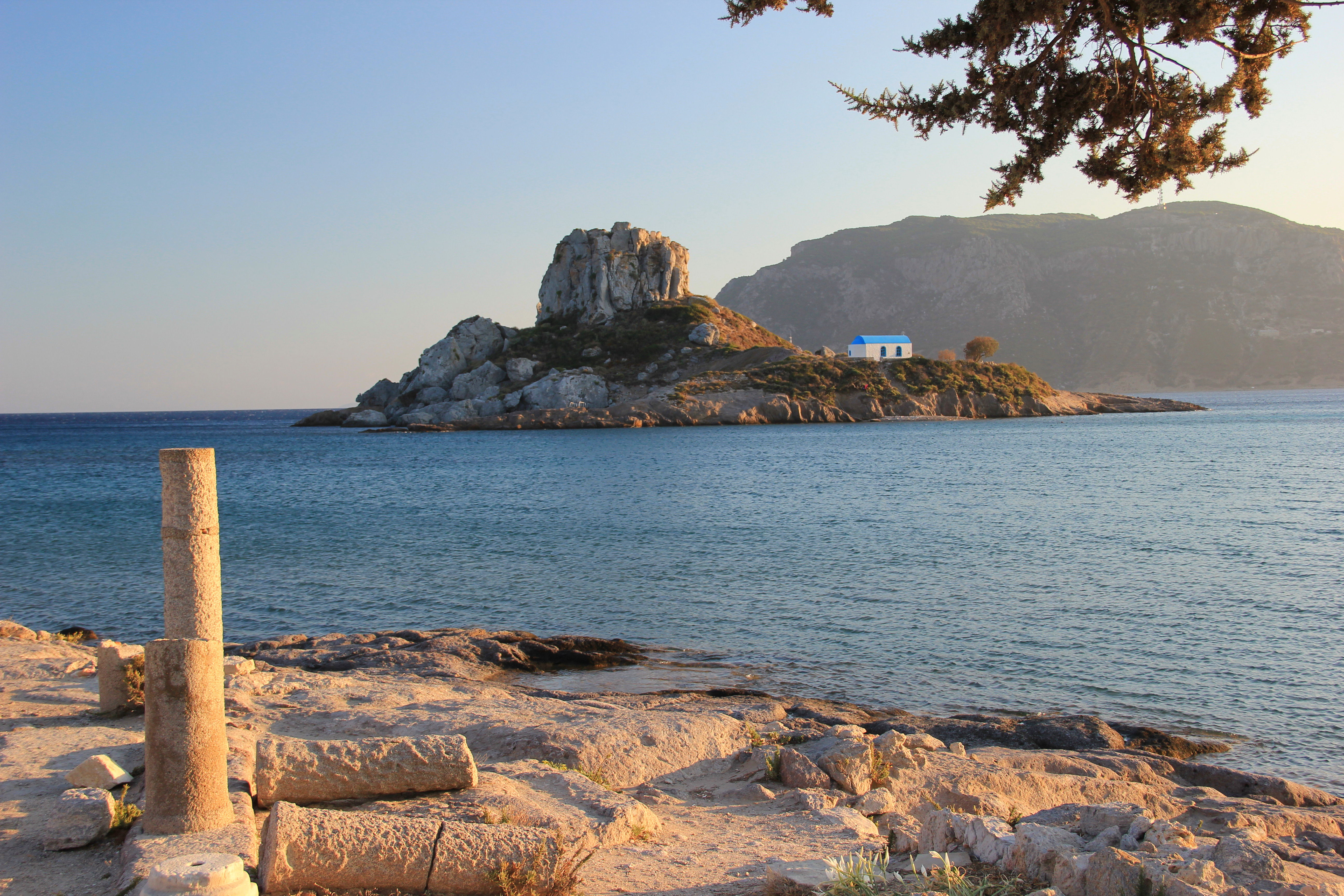
Pohled na Kastri od Baziliky

### Kastri a Kaple svatého Mikuláše
Naproti plážím se v zálivu nachází skalnatý ostrůvek Kastri, na kterém se vyjímá modro-bílá Kaple svatého Mikuláše, patrona řeckých námořníků.

## Okolí obce
Jižně od města se na poloostrově nacházejí hory Zini (362 m n. m.) a Latra (426 m n. m.).

### Památky
- starobylá Palatia
- jeskyně v Aspri Petra
- klášter Agios Ioannis (Thimianos)
- Pláž Mikro Limanaki na severu poloostrova Kefalos.

## Historie počtu obyvatel
| rok  | Kefalos | Kampos | Onia | Kamari | obecní komunita (součet) |
| ---- | ------- | ------ | ---- | ------ | ------------------------ |
| 1947 | 1809    | -      | -    | -      | 1809                     |
| 1951 | 1859    | -      | -    | 27     | 1886                     |
| 1961 | 1818    | -      | -    | 43     | 1861                     |
| 1971 | 2093    | -      | -    | 104    | 2197                     |
| 1981 | 1976    | 17     | 58   | 21     | 2072                     |
| 1991 | 2281    | 50     | 70   | 50     | 2451                     |
| 2001 | 2458    | 69     | 48   | 32     | 2607                     |
| 2011 | 2156    | 228    | 100  | 154    | 2638                     |